# Deadman (Comicserie)
Deadman ist der Titel mehrerer amerikanischer Comicreihen, die von DC Comics veröffentlicht wurden, sowie der Name des Protagonisten dieser Reihen. Die Deadman-Comics waren in der Vergangenheit stets im Abenteuer- und Horrorgenre angesiedelt, wobei insbesondere der Aspekt des Makaberen betont wurde. 
Thematisch kreiste Deadman um religiöse und religionsphilosophische Fragen, wobei naturgemäß vor allem eschatologische Probleme behandelt wurden, so die Frage nach der Sinnhaftigkeit des Lebens, der Existenz eines Lebens nach dem Tod und nach der Gestalt dieses Nach-Lebens. 
Nachdem die Figur in den letzten Jahren zunehmend in Vergessenheit geraten waren, brachte die Ankündigung der Firma Time Warner, unter der Ägide von Guillermo del Toro, Don Murphy und Susan Montford einen Deadman-Film zu produzieren, der Figur neue Aufmerksamkeit.

## Hauptfigur
Die Figur der Deadman-Reihe, Boston Brand, wurde von dem Autor Arnold Drake und dem Zeichner Carmine Infantino geschaffen und debütierte in der Ausgabe #205 der Reihe Strange Adventures vom Oktober 1967. Maßgeblich verantwortlich für die weitere Gestaltung der Figur waren der naturalistische Zeichner Neal Adams, der Deadman sein bis heute im Wesentlichen gültiges optisches Erscheinungsbild verlieh, sowie der Autor Jack Miller der die Hintergrundgeschichte und Charakterisierung des "toten Mannes" verfeinerte.

## Handlung
Der Protagonist der Deadman-Comics ist der Geist des Zirkusakrobaten Boston Brand. Brand wird während einer Trapeznummer von einem Mann namens Hook erschossen und stürzt tödlich getroffen in die Manege. Anstatt ins Jenseits einzugehen, wird Brands Geist jedoch von der hinduistischen Göttin Rama Kushna im Diesseits zurückgehalten und ihm überdies die Macht verliehen, sich in die Körper der Lebenden „einzunisten“ und diese vorübergehend zu kontrollieren. Der Sinn dieser "Gnade" Ramas ist vorgeblich, dass Brand die Möglichkeit haben soll, seinen Mörder der Gerechtigkeit zuzuführen. Wie die gesamte Reihe hindurch angedeutet wird, scheint Rama aber auch noch von anderen, nicht enthüllten, Motiven angetrieben zu werden. Die Suche Brands nach seinem Mörder bildet den losen Orientierungspunkt und Aufhänger der Deadman-Abenteuer.
Der erzähltechnische Trick, der sich dahinter verbirgt, ähnelt sehr der Struktur der amerikanischen Fernsehserie "Auf der Flucht": Auf der Suche nach einem Mörder gerät der Held in immer neue Situationen und erlebt kurzweilige Abenteuer, die mit der Suche nach dem Mörder eigentlich nichts zu tun haben und ihm der Lösung seines Falles auch nicht näher bringen. Anlass für diese Abenteuer ist zumeist das Zusammentreffen mit Hilfsbedürftigen, die Deadman dann unter Ausnutzung seiner speziellen Fähigkeiten aus ihrer Notlage rettet. Am Ende der Einzelabenteuer kehrt der Held dann wieder zum Status quo – der Wanderschaft durch die Welt der Lebenden – zurück und die Suche nach dem Mörder geht weiter, um alsbald von neuen exkursartig eingeschobenen Abenteuern unterbrochen zu werden. Streng genommen ist diese Suche jedoch nur in etwa das, was Hitchcock in seinen Filme als McGuffin bezeichnet hat: der handlungstechnische Vorwand, um eine Situation herbeizuführen, in der bestimmte Begebenheiten und Wechselfälle stattfinden können, um den es an sich jedoch nicht geht.

## Alternativversion
Im August 2006 veröffentlichte das Vertigo-Imprint von DC eine Alternativversion des Deadman-Stoffes, die von dem Autor Bruce Jones stammte. Hier ist Deadman ein Pilot namens Brandon Cayce, der von seinem Bruder Scott aus unbekannten Gründen vor einem Start heimlich unter Drogen gesetzt wurde: Als die Wirkung der Drogen während des Fluges einsetzt, stürzt Cayce mit seiner Maschine in den Heathrow International Airport und stirbt. Doch anstatt in die Nachwelt hinüberzuwechseln, beschließt Cayce, seinen Körper wieder in Besitz zu nehmen, und die Umstände seines Todes zu ergründen.

## Veröffentlichungshistorie
Die ersten Deadman-Abenteuer wurden in der Reihe Strange Adventures veröffentlicht, einer Serie die ein Sammelsurium aus obskuren und mystischen Abenteuern präsentierte. Die Deadman-Abenteuer stießen in der amerikanischen Öffentlichkeit vor allem deswegen auf großes Interesse, weil sie die ersten amerikanischen Comics seit der Einführung der Comic Code Authority in den 1950ern waren, die das Wagnis eingingen, das Thema Drogen zu behandeln. 1967 wurden Arnold Drake und Carmine Infantino zudem mit dem Alley Award für das "best New Strip" ausgezeichnet, was der Reihe weitere Publizität verschaffte, die 1968 durch den Alley Award für Neal Adams noch weiter gesteigert werden konnte.
Nach dem Ende der eigenständigen Deadman-Abenteuer in Strange Adventures trat die Figur in den 1970ern und in der ersten Hälfte der 80er nur noch als Nebenfigur in anderen Reihen, insbesondere der Anthologie-Serie The Brave and the Bold, auf. 1985 wurden die Adams-Ausgaben der alten Abenteuer schließlich in einer siebenteiligen Miniserie neu aufgelegt. 
1987 wiederum wurde erstmals eine vierteilige Miniserie mit neuem Material zu dem Charakter veröffentlicht (Autor: Andrew Helfner, Zeichner: José Luis García López). Es folgten Miniserien wie Deadman: Exorcism (Autor: Mike Baron, Zeichner: Kelley Jones) von 1992, Deadman: Dead Again von 2001, sowie 2002 eine neue, neunteilige, kurz Deadman betitelte Reihe. Als Künstler tat sich dabei vor allem der Zeichner Kelley Jones, hervor: Jones, der einen ausgesprochen expressionistischen Stil pflegt, schuf in den späten 1980ern einen dediziert neuen Deadman-Look, indem er Boston Brand nicht länger als einen annähernd menschlich aussehenden Mann porträtierte, sondern ihn als einen hageren, knochigen, zombieähnlichen Geist darstellte. Die Original-Deadman-Geschichten aus den 1960ern wurden von DC Comics schließlich 2001 in einem gediegenen Prachtband in gesammelter Form neu aufgelegt.
Im Fernsehen trat Deadman in der Episode Dead Reckoning der Zeichentrickserie Die Liga der Gerechten auf (US-Synchronstimme: Raphael Sbarge). Das französische Musikduo Cassius produzierte schließlich ein Musikvideo für "1999" und "Feeling For You" das Deadman beinhaltete.